# Joseph Augustine Cushman
Joseph Augustine Cushman (* 31. Januar 1881 in Bridgewater, Massachusetts; † 16. April 1949 in Sharon, Massachusetts) war ein amerikanischer Paläontologe und einer der führenden Foraminiferenforscher des 20. Jahrhunderts.
Cushman stammte aus Massachusetts, 1903 machte er seinen Bachelor an der Harvard University und wurde danach Kurator der Boston Society of Natural History, 1909 erwarb er seinen Doktor in Harvard. 1912 begann er mit dem United States Geological Survey (USGS) zusammenzuarbeiten. 1917 wurde er in die American Academy of Arts and Sciences gewählt.
1923 gab er seine Stelle bei der Boston Society auf und arbeitete unter anderem als freier Berater für Ölfirmen. Daneben baute er ein eigenes Labor auf, in dem er seine Forschungsarbeit an den Foraminiferen fortsetzte. Cushman baute eine der bedeutendsten Sammlungen auf und verfasste das Lehrbuch Foraminifera, Their Classification and Economic Use sowie 554 wissenschaftliche Aufsätze. Viele davon erschienen in der von ihm 1925 gegründeten Zeitschrift Contributions from the Cushman Laboratory for Foraminiferal Research, die nach einem Namenswechsel bis in die Gegenwart als Journal of Foraminiferal Research erscheint.
Seine umfangreiche Bibliothek sowie seine Sammlung gingen nach seinem Tod 1949 an das National Museum of Natural History, sein restliches Erbe verwaltet eine Stiftung, die Cushman Foundation.
Nach ihm ist der Dorsum Cushman benannt. 

## Nachweise
1. ↑  Siehe Eintrag in der Encyclopædia Britannica;
2. 1 2  Cushmans Lebenslauf auf der Website der Cushman Foundation, Online (Memento vom 27. Mai 2008 im Internet Archive)

| Personendaten    | Personendaten                  |
| ---------------- | ------------------------------ |
| NAME             | Cushman, Joseph Augustine      |
| KURZBESCHREIBUNG | US-amerikanischer Paläontologe |
| GEBURTSDATUM     | 31. Januar 1881                |
| GEBURTSORT       | Bridgewater, Massachusetts     |
| STERBEDATUM      | 16. April 1949                 |
| STERBEORT        | Sharon, Massachusetts          |